# Lijst van partijvoorzitters van de Partij voor de Dieren
Hieronder staat een lijst van partijvoorzitters van de Nederlandse politieke partij Partij voor de Dieren. De vereniging Partij voor de Dieren heeft sinds de oprichting zeven verschillende voorzitters gehad.
| Periode                                                 | Foto | Partijvoorzitter      | Opmerkingen |
| ------------------------------------------------------- | ---- | --------------------- | --- |
| 28 oktober 2002 – 29 november 2010 (8 jaar en 32 dagen) |      | Marianne Thieme       | Thieme was tevens partijleider. |
| 29 november 2010 – april 2015 (4 jaar en 123-152 dagen) |      | Luuk Folkerts         | Na het aftreden van Folkerts werd de rol van partijvoorzitter ad interim vervult door partijleider Thieme.                                                                                     |
| 10 april 2016 – 1 april 2019 (3 jaar en 356 dagen)      |      | Floriske van Leeuwen  | |
| 1 april 2019 – 15 oktober 2019 (197 dagen)              |      | Sebastiaan Wolswinkel | Wolswinkels voorzitterschap eindigde abrupt doordat hij door de overige leden van het partijbestuur als lid werd geroyeerd                                                                     |
| 28 juni 2020 – 14 september 2023 (3 jaar en 78 dagen)   |      | Ruud van der Velden   | Van der Velden vervulde de rol van partijvoorzitter sinds het vertrek van Wolswinkel ad interim voordat hij op het volgende partijcongres werd benoemd                                         |
| 25 september 2023 – 25 maart 2024 (182 dagen)           |      | Michiel Knol          | Nadat het volledige partijbestuur was afgetreden leidde Knol eerst elf dagen een interimbestuur voordat dit bestuur van de leden een mandaat kreeg voor een overgangsperiode van een half jaar |
| 25 maart 2024 – heden                                   |      | Zwanny Naber          | |

CDA · ChristenUnie · D66 · GroenLinks · PPR · PSP · PvdA · PvdD · SGP · VVD